# Sirius Software
Sirius Software è stata una azienda statunitense che sviluppava e produceva videogiochi, in particolare per Apple II e Atari 800/Atari 400. Fondata da Jerry Jewell, fu una delle prime aziende, insieme alla Sierra On-Line, a intuire le potenzialità della commercializzazione dei videogiochi; ebbe una rapida crescita a partire dal 1980, ma la fine arrivò altrettanto rapidamente nel 1984, in particolare per il mancato pagamento di 18 milioni di dollari di diritti d'autore da parte della 20th Century Fox.

## Videogiochi

### Azione
- Both Barrels (1980)
- Star Cruiser (1980)
- Phantoms Five (1980)
- Autobahn (1981)
- Cyber Strike (1981)
- Gorgon (1981)
- Outpost (1981)
- Pulsar II (1981)
- Sneakers (1981)
- Space Eggs (1981)
- Beany Bopper (1982)
- Deadly Duck (1982)
- Fantastic Voyage (1982)
- Fast Eddie (1982)
- Turmoil (1982)
- Type Attack (1982)
- Worm War I (1982)
- Bandits (1983)
- Flash Gordon (1983)
- Plasmania (1983)
- The Earth Dies Screaming (1983)
- Repton (1983)
- SpaceMaster X-7 (1983)
- Squish 'em (1983)

### Avventure
- The Blade of Blackpoole (1982)
- Critical Mass (1982)
- Escape from Rungistan (1982)
- Kabul Spy (1982)
- Gruds in Space (1983)

### Strategia
- Call to Arms (1982)